# Francisco Pacheco de Villena
Francisco Pacheco de Villena (Ciudad Rodrigo, 1508 – Burgos, 23 agosto 1579) è stato un cardinale e arcivescovo cattolico spagnolo.

## Biografia
Nacque a Ciudad Rodrigo nel 1508 da Juan Pacheco e Ana de Toledo.
Papa Pio IV lo elevò al rango di cardinale nel concistoro del 25 febbraio 1561.
Morì il 23 agosto 1579 all'età di 71 anni.

## Genealogia episcopale e successione apostolica
La genealogia episcopale è:
- Cardinale Juan Pardo de Tavera
- Cardinale Antoine Perrenot de Granvelle
- Cardinale Francisco Pacheco de Villena

La successione apostolica è:
- Vescovo Antonio Rodríguez de Pazos y Figueroa (1568)
- Vescovo Rodrigo Vadillo, O.S.B. (1569)
- Vescovo Jerónimo Albornoz, O.F.M. (1571)
- Vescovo Antonio Paliettino, O.F.M.Obs. (1571)
- Papa Leone XI (1573)
- Vescovo Pedro de Lafuente (1578)